# Abhorrence
Abhorrence es una banda finlandesa de death metal originada en 1989 y disuelta en 1990, y posteriormente formada de nuevo en 2012.

## Historia
Abhorrence se formó a principios de 1989 por el guitarrista Tomi Koivusaari (de Violent Solution) y el guitarrista Kalle Mattsson, vocalista Jukka Kolehmainen y el bajista Jussi Ahlroth (quien ya había tocado en la banda Disaster), así como el batería Kimmo Heikkinen. Durante bastante tiempo estuvieron cambiando de nombre hasta llegar a Abhorrence, tocando en docenas de conciertos junto a las bandas Xysma y Funebre. Después de grabar y lanzar su primera demo en mayo de 1990, titulada Vulgar Necrolatry, lanzaron un EP de 7" titulado Abhorrence con la discográfica Seraphic Decay Records. Aunque sin un contrato por escrito de cualquier tipo, la banda perdió todas las cintas grabadas y los posibles ingresos futuros.
Después de bastantes conciertos por Finlandia, una pequeña visita a Noruega (un concierto y un festival junto a la banda de black metal Mayhem) con su segundo batería Mika Arnkil (que estuvo en la banda Antidote), la banda acabó rompiéndose en 1990. Koivusaari se fue para tocar en la banda Amorphis.
En 2012 la banda volvió a ser formada, y la discográfica Svart Records lanzó un doble CD de vinilo titulado Completely Vulgar que incluye ambos trabajos de la banda, la demo y el EP, además de una grabación en vivo en Turku y grabaciones de ensayo de la banda, donde se encuentran varios temas inéditos.

## Miembros
- Jussi 'Juice' Ahlroth - bajista
- Tomi Koivusaari - guitarrista
- Kalle Mattsson - guitarrista
- Jukka Kolehmainen - vocalista
- Mika 'Arkki' Arnkil - batería

### Miembros antiguos
- Kimmo Heikkinen - batería (1989-1990)

## Discografía
- 1989: Vulgar Necrolatry - demo
- 1990: Abhorrence 7" - EP
- 2012: Completely Vulgar - álbum